# Maas-Rijnland
Het Maas-Rijnland, ook wel bekend als de Maas-Rijndriehoek, is een deels in Nederland, deels in België en deels in Duitsland gelegen gebied dat wordt afgegrensd door de rivieren de Rijn en de Maas.
Het gebied heeft een driehoekige vorm, naar het noorden bij de globale samenloop van de Rijn en de Maas in de regio Arnhem-Nijmegen puntsgewijs toelopend. Globaal omvat het de Nederlandse en Belgische provincies Limburg, een deel van Zuidoost-Noord-Brabant en Zuidoost-Gelderland (de westelijke helft vormend), en het aansluitend gebied van de noordelijke Nederrijn in Duitsland ongeveer vanaf Kleef tot even oostelijk van de Rijn bij Düsseldorf (de oostelijke helft).
De regio kenmerkt zich door haar specifieke cultuur. Een bekende trek is het Rijnlandse carnaval, dat door het grote aantal katholieken uitbundig wordt gevierd.

## Geschiedenis
Het geografische centrum van het gebied werd gevormd door het Overkwartier van het hertogdom Gelre met onder meer de thans Nederlandse plaatsen Venray, Venlo en Roermond, en de thans Duitse plaatsen Geldern en Viersen. In cultureel opzicht waren ook het hertogdom Kleef en het hertogdom Berg zwaartepunten. Het Overkwartier van Gelder behoorde tot de Zuidelijke Nederlanden. In 1543 kwam de stad Geldern (Nederlands: Gelderen) met de rest van het hertogdom Gelre aan keizer Karel V (Traktaat van Venlo).

## Taal
De cultuurtalen zijn hier respectievelijk Nederlands en Duits, maar in de historische periode van de zogenoemde nieuwe tijd (1543-1789) was dit gebied taalkundig en cultureel nog sterk samenhangend, zij het staatkundig versnipperd. Vandaar dat in de Duitse taalkunde ook wel de term Rheinmaasländisch (Nederlands: Maas-Rijnlands of Rijn-Maaslands) is gebruikt als overkoepelende term voor de streektaal van dit gebied. Tijdens de Spaanse Successieoorlog (1701-1714) werd het Maas-Rijnland gedeeltelijk door Pruisen ingenomen, waarna dat het Pruisisch Opper-Gelre vormde. Verordeningen uit Berlijn waren in het Duits, maar de verordeningen van het Justizhof in Geldern bleven in de regel in het Nederlands. Na de Franse tijd (1789-1815) werd het gebied staatkundig in tweeën verdeeld met de rechter-Maasoever als grove grens. De westelijke helft, nu het merendeel van het Nederlandse Noord- en Midden-Limburg vormend, ging toen deel uitmaken van het Verenigd Koninkrijk der Nederlanden, terwijl in de oostelijke helft - dus in steden als Geldern - het Nederlands geleidelijk aan uitstierf, mede door een verordening van Otto von Bismarck in 1870 dat er in het nieuwe Duitse Rijk geen andere taal dan het Duits meer mocht worden gedoceerd of ambtelijk gebruikt. Hierdoor werden de nieuwe staatkundige grenzen steeds meer ook taalgrenzen.